# Växjö kommunhus

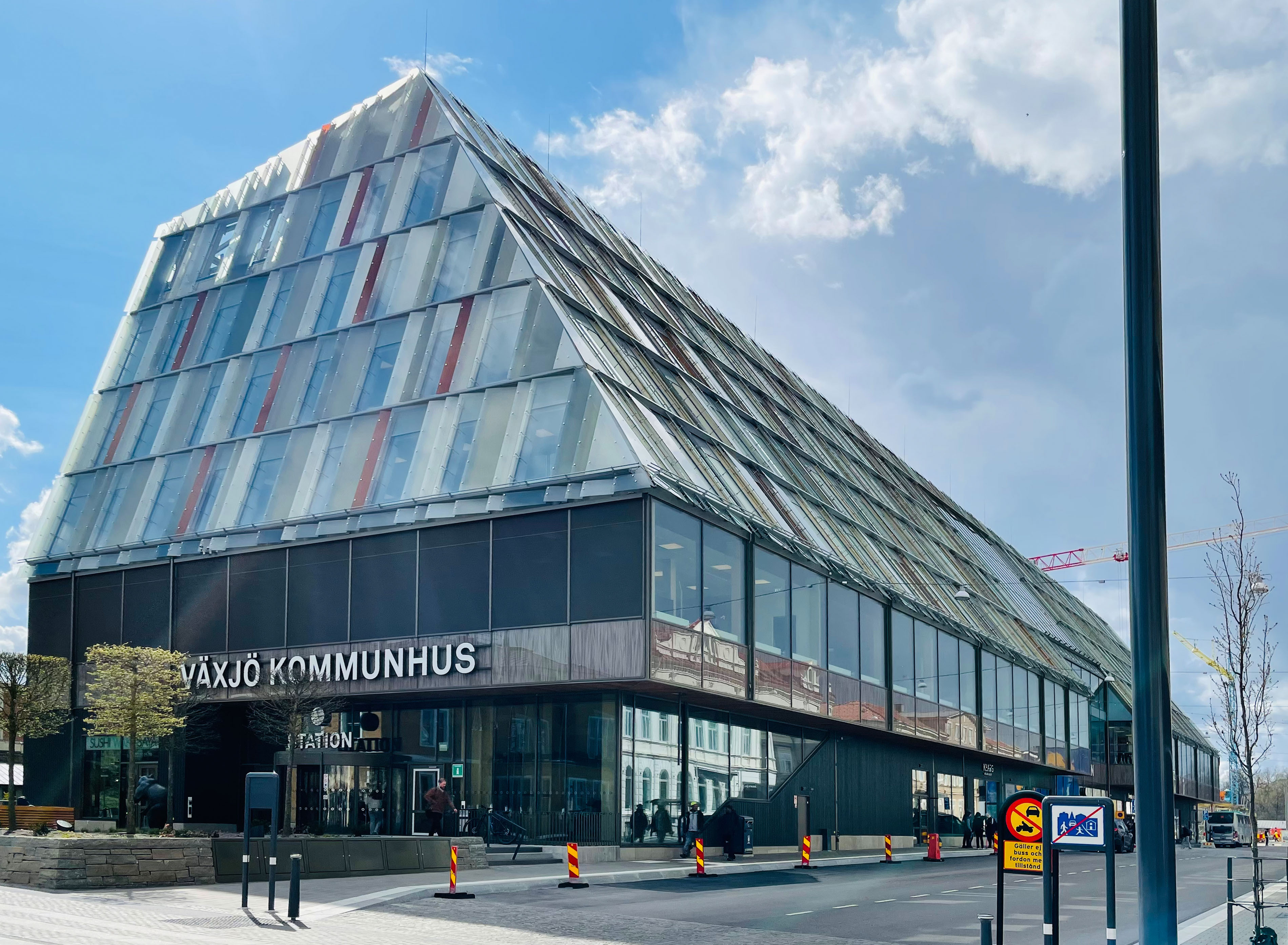
Växjö station och kommunhus, april 2023

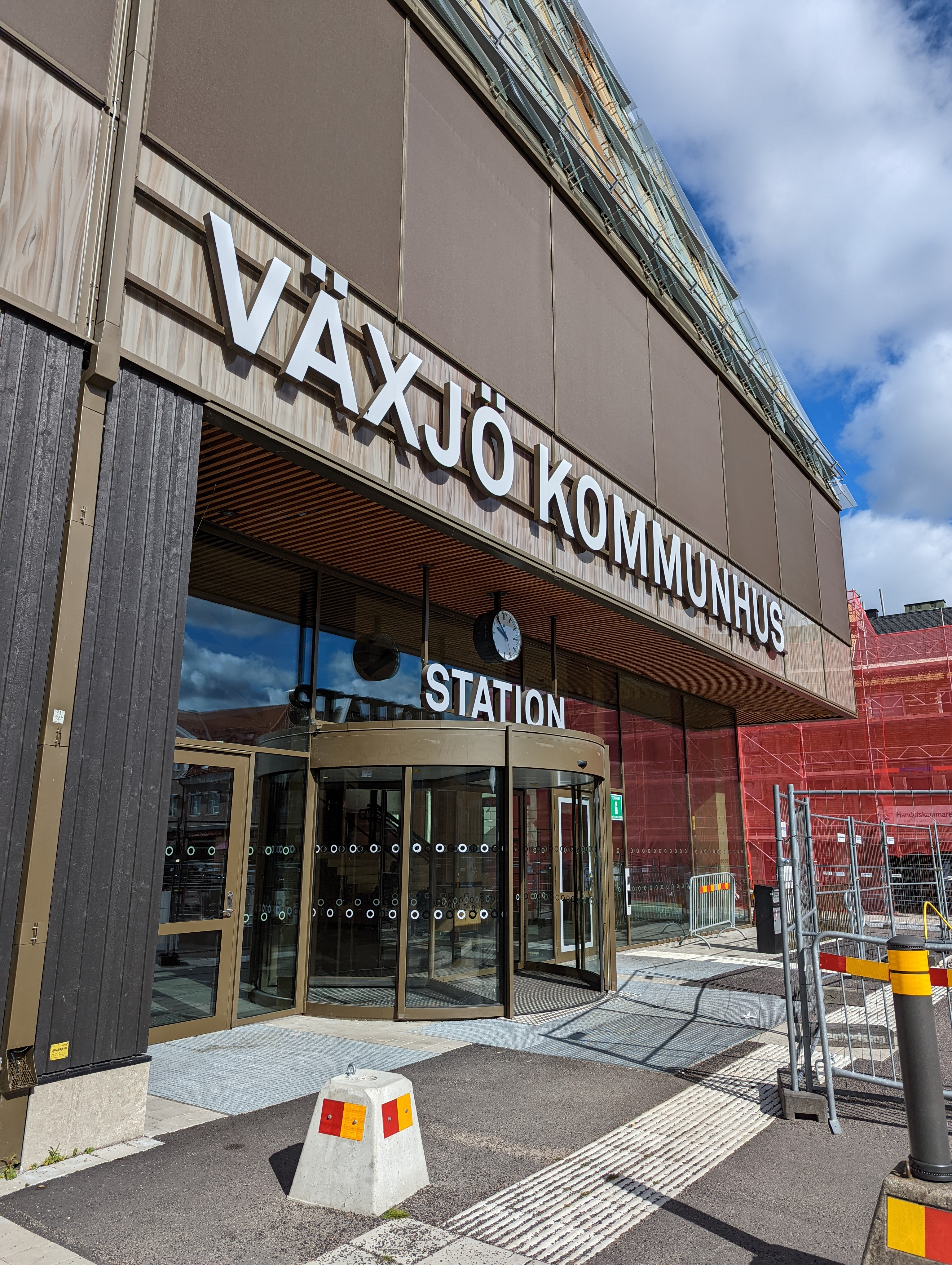
Växjö stations- och kommunhus

Växjö kommunhus, även Växjö stations- och kommunhus och Växjö station och kommunhus, är ett kombinerat kommunhus för Växjö kommun och stationshus på Norra Järnvägsgatan i Växjö. Byggnaden invigdes 2021 och ersatte dels det rivna stationshuset på samma plats, dels det tidigare kommunhuset på Västergatan. Byggnationen pågick 2018–2021 och blev föremål för medial uppmärksamhet och debatt.

## Historia
Huset ritades ursprungligen av White arkitekter, vars förslag ”Under ett tak” blev det vinnande bidraget i en tävling utlyst av Växjö kommun.
Byggnadens utformning omarbetades flera gånger och planeringen debatterades offentligt. Det kommunala fastighetsbolaget Vöfab bytte arkitektbolag, från White arkitekter till Sweco, år 2018. Bland annat frångicks den mönstrade dubbelfasaden i glas som ingick i White arkitekters ursprungliga förslag, något som dock hade beslutats innan Sweco involverades. Även delar av byggnadens synliga och bärande träinslag byttes ut mot betong och andra konventionella material. År 2021 utsågs kommunhuset till ”årets fake view” av föreningen Arkitekturupproret.
Byggnationen pågick delvis utan bygglov, eftersom det upphävts av länsstyrelsen på grund av att de planerade parkeringsplatserna i anslutning till kommunhuset varit för få.
Kostnaden för byggnaden, som i september 2020 prognistiserades till totalt 762 miljoner kronor, blev också föremål för offentlig debatt.

### Föregångare

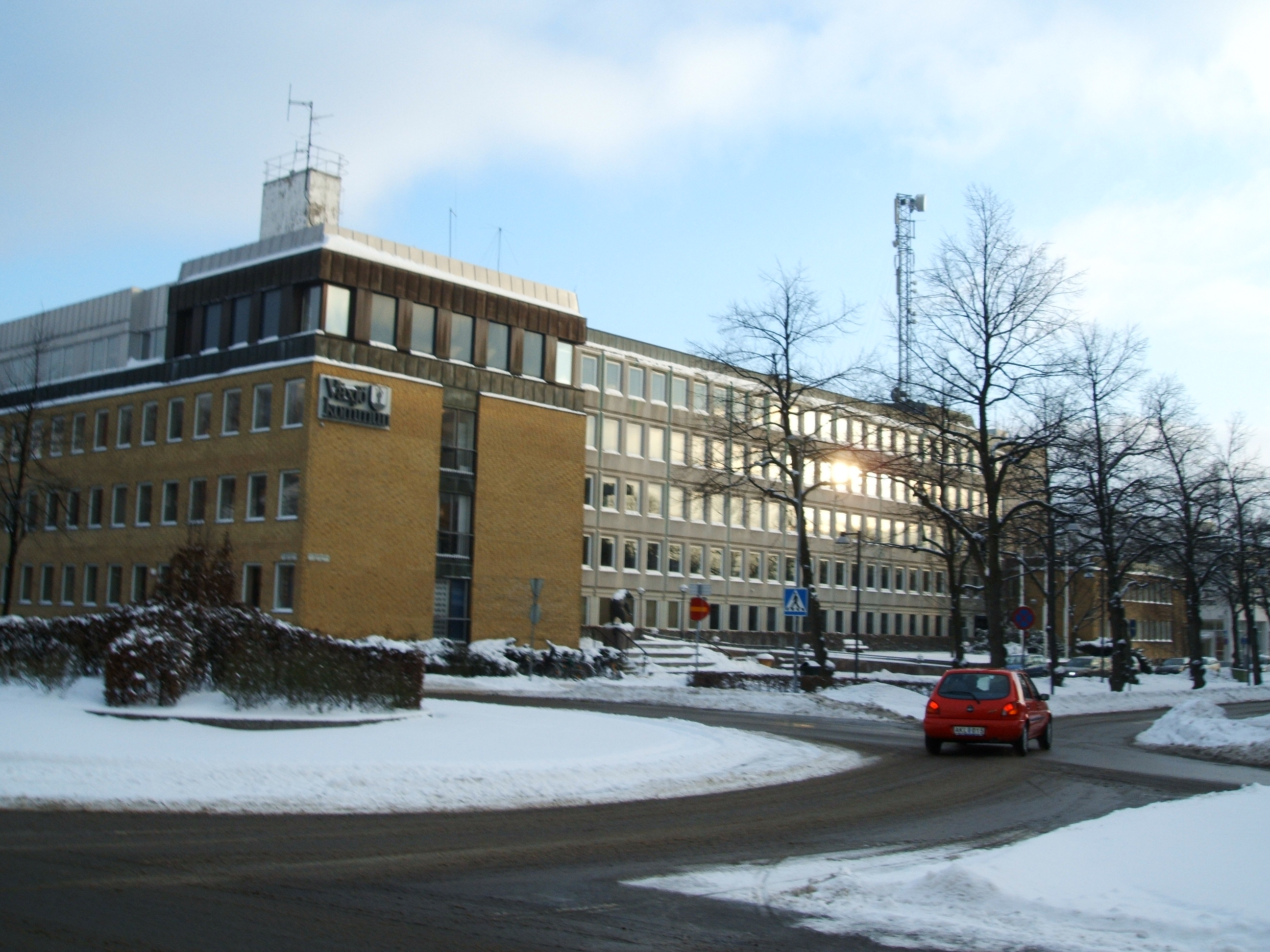
Det tidigare kommunhuset, 2006.
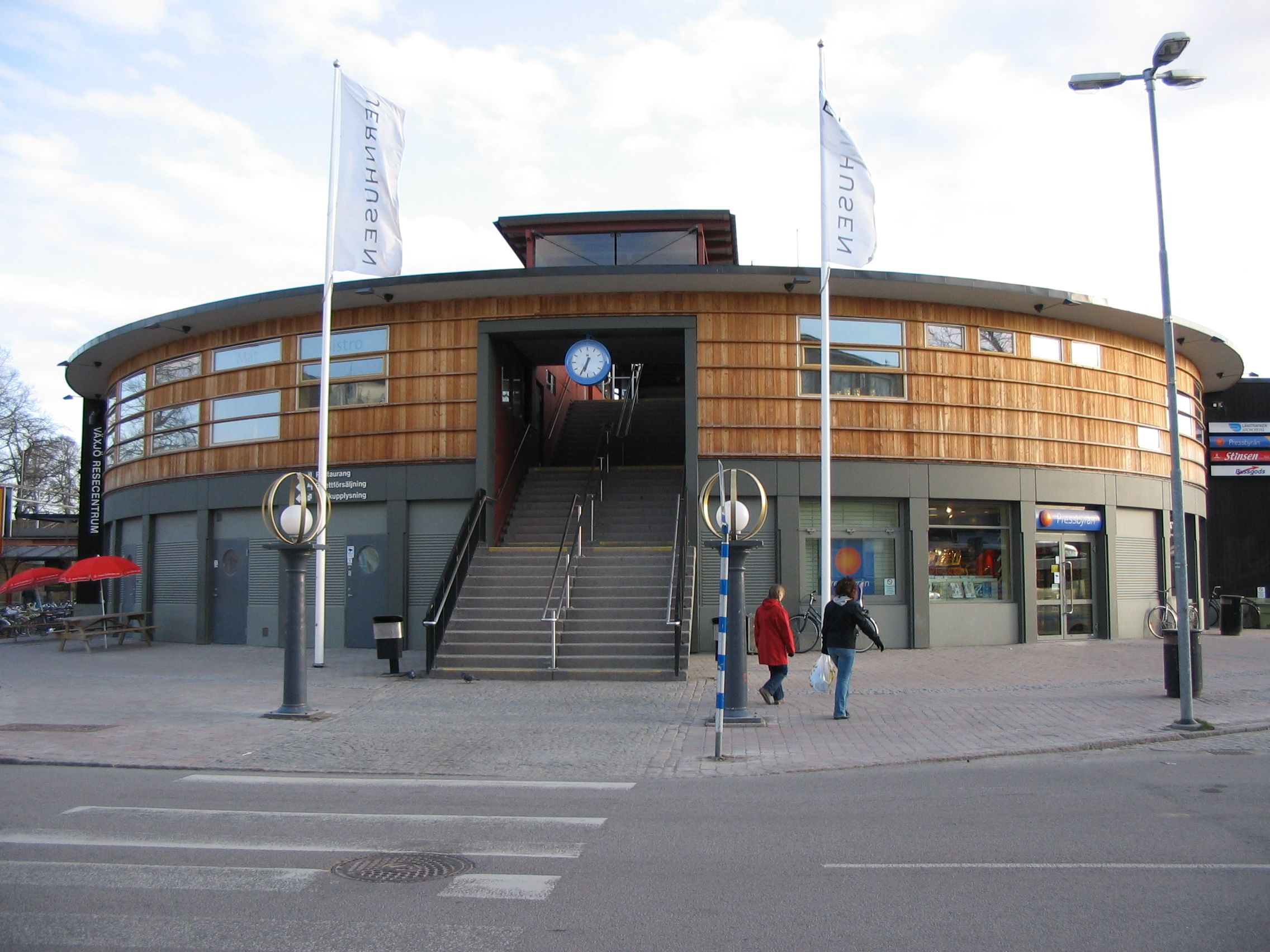
Det tidigare stationshuset, som revs till förmån för 2021 års byggnad, fotograferat 2005.
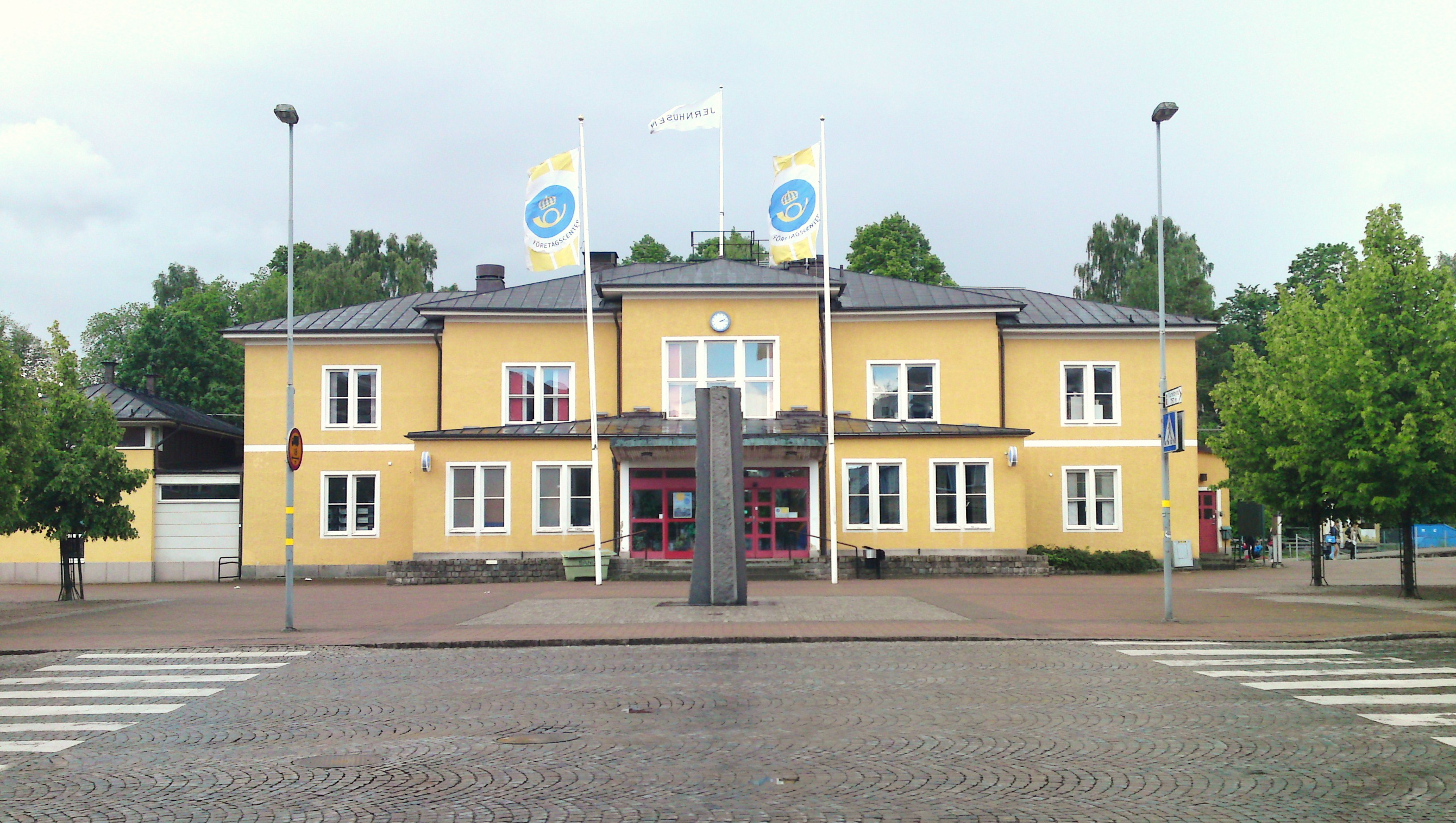
Det ursprungliga stationshuset, som finns kvar på dagens stationsområde, fotograferat 2009.